# Giovanni Pierluigi da Palestrina

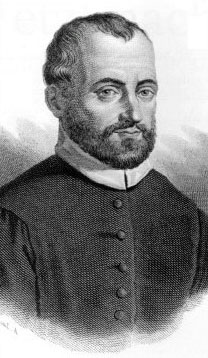
Giovanni Pierluigi da Palestrina

Giovanni Pierluigi da Palestrina (Palestrina, 1525 és 1526 között – Róma, 1594. február 2.) itáliai zeneszerző, a reneszánsz templomi zene kiemelkedő képviselője.

## Életrajza
Palestrinában, egy Róma melletti kisvárosban született, amely abban az időben a Pápai állam része volt. A család valódi, Sante neve helyett a szülőhelye nevétől kölcsönzött nevén ismerjük, bár a teljes név, da Palestrina, a magyarban helyesen a Palestrinai névnek felelne meg, a magyar irodalmi hagyomány szerint mégis Palestrina néven említjük. Palestrina egyes műveit szülővárosának régi, latin neve, Praeneste után a (Joannes Petraloysius) Praenestinus névvel írta alá. Palestrina másik felvett neve Gianetto volt, ezt világi szerzeményeinél használta.
Születési dátumát illetően nincsenek pontos források, mert a város összes feljegyzése megsemmisült 1577-ben, amikor az porig égett. Gyermekkorában (1537-ben) Rómába került, ahol öt évig a Santa Maria Maggiore-bazilika kóristája volt. Mesterei Rubino Mallapert és Firmin Le Bel voltak. 1547-ben megnősült, felesége Lucrezia di Goriva volt, akitől három gyermeke született. Húszéves korában a palestrinai katedrális orgonistája és karmestere lett, majd 1551-ben kinevezték a Szent Péter-bazilika Gyula-kápolnájának karmesterévé. Pártfogója III. Gyula pápa volt. 1554-ben adták ki miséinek első könyvét, amit a pápának ajánlott. Később Lassus utódaként a lateráni San Giovanni-templom, majd a Santa Maria Maggiore karmestere lett, közben pedig Ipolito d'Este kardinálisnál is zeneigazgató volt. 1560 körül írta híres Improperiáit, ami elnyerte IV. Piusz pápa tetszését is. A művet ettől kezdve a mai napig minden nagypénteken elénekli a pápai kórus.
1556-ban egy templom orgonaművésze lett.
Az 1580-as római pestisnek Palestrina egész családja áldozatul esett. Egy ideig azt fontolgatta, hogy papnak áll, de nemsokára újra nősült. Egy Virginia Dormuli nevű jómódú özvegyet vett el, akinek a szőrmekereskedését ezután ő vezette. 1571-ben ismét a Gyula-kápolna karmesterévé nevezték ki, és itt működött a továbbiakban, egészen haláláig. 1594-ben halt meg Rómában, mellhártyagyulladásban.

## Munkássága
Termékeny komponista volt. Több száz munkát hagyott ránk, többek között 104 misét, több mint 300 motettát, 68 offertóriumot, 72 himnuszt, 140 madrigált, 4 vagy 5 siralmi éneket, 35 magnificatot és számos más művet. Miséi saját hazájában az első nemzeti vallási zeneművek voltak (leghíresebb a patrónusának, II. Marcell pápának ajánlott Missa papae Marcelli): Itáliában eddig a templomi zenét főleg Spanyolországból, Franciaországból vagy Hollandiából ismerhették, az ottani szerzők alkotásai révén. Művészi teljesítményének köszönhetően már életében is mérhetetlenül népszerű volt, de halála után elismertsége még tovább növekedett. Tevékenysége az ellenreformáció idejére esett. Ez időben a tridenti zsinaton a többszólamúságnak a templomi zenében való teljes tiltásáról tárgyaltak. Palestrina viszont kiállt a többszólamú zene mellett. A zsinatnak írt – de II. Marcell pápának dedikált – miséjében demonstrálta, hogy a többszólamúság is kifejezheti a történet vallásos üzenetét. A zsinat megenyhült, és emiatt Palestrinát a templomi zene „megmentőjének” is tartják.
Palestrina az a cappella, a régi tisztán vokális irodalom utolsó nagy mestere. Művészete a vokális zene csúcspontja. Stílusa, zenei nyelve ma a szólamszerkesztés mintája, zeneszerzőiskolák kötelező tananyaga. Dallamalkotását, szólamvezetését szigorú törvények irányítják – zenéje kiegyensúlyozott, ugyanakkor magával ragadó, nagyívű polifóniája fantáziadús. Szólamai könnyen és jól énekelhetőek, mivel kerüli a nagy lépéseket (tercnél nagyobb ugrás csak motívumindításkor fordul elő), sőt már terclépés után azonnal ellenkező irányú szekundlépéssel egyenlíti ki a „merész kilengést". A disszonancia-előkészítés elvét következetesen alkalmazza, ami ugyancsak a biztos, tiszta intonációt segíti. (A disszonáns hang az előző akkordban már szól, de ott még konszonánsként).
Jellegzetes műfaja a cantus firmus mise, amelyben a tételek tematikus rokonságban vannak egymással, esetleg ugyanazt a témát használják (cantus firmus = szilárd, megerősített ének).
Világi témájú madrigáljait Gianetto álnéven írta.
Agnus Dei from Missa in Festis Apostolorum - instrumental

Probléma esetén lásd:Médiafájlok kezelése.
Madrigal Vestiva i colli - Prima parte - Instrumental

Probléma esetén lásd:Médiafájlok kezelése.